# Smartbook
smartbook是一種介於智慧型手機與小筆電之間的行動裝置。這個概念在2009年六月由高通公司發表。

## 配備
smartbook 通常使用 5-10 吋的螢幕，使用觸控螢幕或實體QWERTY鍵盤。它長期保持開機，使用電池，具備 3G 連線功能，通常也同時具備 Wifi 及 GPS。
它使用 ARM處理器，比傳統使用在桌上型電腦及筆記型電腦的 x86 處理器更為省電。